# Няшин, Григорий Дмитриевич
Григо́рий Дми́триевич Ня́шин (1871—1943) — русский, советский архивист, историк-краевед. Член Алтайского отдела Русского географического общества (1925).

## Биография
Родился 7/19 августа 1871 года в семье атамана казачьей приграничной станицы Атбасар Российской империи (ныне — территория Казахстана), старшего урядника Сибирского казачьего войска Дмитрия Тимофеевича Няшина (его род и род его супруги прослеживаются с начала XVII века).
В 1884—1891 гг. учился в Омской гимназии. В 1895 году окончил юридический факультет Московского государственного университета, в котором слушал лекции выдающихся профессоров того времени: В. О. Ключевского (русская история), А. И. Чупрова (политическая экономия и статистика), Ю. С. Гамбарова (гражданское право), Н. П. Боголепова (история римского права), К. А. Тимирязева (ботаника), Н. И. Кареева, П. Н. Милюкова и др. Освободительные настроения и волнения среди студентов Московского университета 1894—1895 гг. застали его представителем Сибирского землячества в «Союзном Совете объединенных землячеств».
После окончания МГУ вернулся в Омск и в 1896—1897 гг., работая под руководством Ф. А. Щербины статистиком в экспедиции по обследованию хозяйства Акмолинской и Семипалатинской областей, исследовал быт кочевников, переселенцев, казахов и помещал свои заметки об этом в газете «Степной край», к числу деятельных сотрудников которой принадлежали А. Н. Букейханов, И. С. Шаровский, В. Д. Соколов («Митрич»).
Владел девятью языками.
В 1898 году был назначен помощником мирового судьи в Акмолинском областном суде, в 1899 году — помощником секретаря Омской судебной палаты, в 1900—1907 гг. — судебным следователем Томского окружного суда, где принял участие, в том числе, в защите проповедника белого бурханизма Чета Челпанова и группы лиц, составлявших и распространявших противоправительственные воззвания по поводу манифеста 17 октября 1905 г., а в качестве судебного следователя — в ведении дела о сопротивлении властям жителей улуса Чергинского.
С 1900 по 1907 гг. за время пребывания в Бийском уезде посетил разные пункты Алтая (Коргон, Телецкое озеро, Чемал, Манжерок, Онгудай, Чёрный Ануй, Усть-Кан, Абай, Верхний Уймон), а в августе-декабре 1906 года совершил поездку от Бийска до Рима и обратно, осмотрев на пути города Варшаву, Брюнн, Вену, Мюнхен, Цюрих, Люцерн, Лугано, Милан, Геную, Пизу, Флоренцию, Венецию и больше месяца прожил в Моравии в местечке Жданицах (Zdanice), что недалеко от Брюнна (Brno).
В 1908 году переехал в Барнаул с избранием его в члены Совета присяжных поверенных округа Омской судебной палаты и сразу активно включился в общественную деятельность города, в 1909 году стал членом руководящего совета Общества попечения о начальном образовании и увлеченно занимался этим до 1917 года, активно публиковался по сибиреведческой тематике.
В 1917—1919 гг. занимал должность товарища председателя Барнаульского окружного суда, избирался гласным Барнаульской городской Думы.
С установлением Советской власти в Барнауле и ликвидацией окружного суда, в 1921 году стал научным сотрудником вновь образованного Алтайского губернского Управления архивным делом и с 1922 года в течение трёх лет возглавлял его. Своим трудом он внёс большой вклад в становление архивного дела на Алтае: почти 10 лет, вплоть до выхода в 1931 году на пенсию, отработал в краевом архиве, в том числе лично выезжая в города и сёла Алтая для выявления и отбора архивных материалов.
1920-е годы стали самыми плодотворными в научном и творческом плане для него как для архивиста и краеведа. Одни из самых значимых работ этого периода: перечень выявленных к тому времени архивных документов и публикаций о И. И. Ползунове и статьи для Сибирской Советской энциклопедии о Ф. В. Геблере, К. Д. Фролове, В. К. Штильке, П. И. Шангине, А. Н. Демидове и др.
В созданном после Февральской революции в Барнауле Комитета общественного порядка он был назначен комиссаром по народному образованию и в 1917—1925 гг. свою основную деятельность совмещал с педагогической: преподавал историю, литературу, обществоведение, русский язык, политэкономию в учебных заведениях Барнаула — в Барнаульской женской гимназии, сельскохозяйственном (механическом) техникуме имени И. И. Ползунова, в Торговой школе и на артиллерийских курсах.
В 1925 году выступил организатором и основным докладчиком первой Алтайской краеведческой конференции.
В том же году он стал членом правления Алтайского отдела Русского географического общества, в 1926 году членом Совета общества, а с 1930 по 1931 гг. — его учёным секретарём.
В 1928 году был избран членом совета Барнаульского музея, с сентября 1931 по июль 1932 работал в качестве его научного сотрудника.
В 1934—1937 гг., находясь в фактической ссылке, преподавал немецкий язык в Поспелихинской средней школе.
Григорий Дмитриевич был ярым защитником памятников старины Барнаула, являлся членом комиссии по их охране. В частности, он не раз смело утверждал, что в сохранении нуждаются все церкви города вместе с колоколами, а также обелиск в честь 100-летия горного дела и могила начальника Алтайского горного округа Н. И. Журина и др., за что подвергался нещадной критике и обвинениям.
После выхода на пенсию продолжал заниматься краеведением. Тематика его исследований была очень разнообразна: собирал материал и писал о И. И. Ползунове, докторе Ф. В. Геблере и алтайском писателе И. А. Кущевском, о первых сахарных заводах на Алтае, научных экспедициях и исследователях Алтая, об инородцах и истории религий; в значительной степени благодаря его стараниям были собраны и сохранены документы различных учреждений дореволюционного периода и первых лет Советской власти на Алтае. Также он является автором первой книги по истории Барнаула.
В личном фонде Г. Д. Няшина Государственного архива Алтайского края (ФР. 486) содержится значительное количество документов не только личного характера, но и отражающих историю Алтая, материалов о выдающихся земляках, об исследователях Алтайского округа, по истории Барнаула, Алтайского архива, Алтайского отдела географического общества, «Алтайского сборника». В разделе «Материалы» документы расположены не по хронологии создания, а с ориентировкой на этапы жизненного пути Г. Д. Няшина.
Умер 21 мая 1943 года.

### Список публичных докладов Г. Д. Няшина
- «Архивное дело в Алтайской губернии». 26 февр. 1925 г. Алтайская губернская краеведная конференция.
- «Доктор Ф. В. Геблер». 27 дек. 1925 г. Алтайский отдел Русского географического общества.
- "Исторические основы повести А. Караваевой «Золотой клюв». 30 января 192* г. Барн. литерат<урный> кружок.
- «Материалы Барнаульского архива о научных экспедициях и исследователях XVIII века». 18 мая 1927 г. Алт. отдел Русского геогр. общества (АОРГО).
- «Некоторые моменты истории Барнаула». 31 янв. 1928 г. Барн. клуб советских служащих.
- «Некоторые моменты истории Барнаула». 12 февр. 1928 г. АОРГО.
- «Памятники старины в Барнауле». 20 марта 1928 г. АОРГО.
- «Следы научных путешествий в памятниках, сохранившихся в Барнауле».
- «Достопамятные люди Барнаула и их памятники» 10 апр. 1929 г. АОРГО.

### Газетные статьи Г. Д. Няшина
- «Материалы Алт. губ. архивного бюро об инородцах». Газета «Красный Алтай» 26 апр. 1925 г. N 95; газ. «Ойратский край». 9 мая 1925 г. N 32.
- «О школьных работах по краеведению», «О землетрясениях на Алтае». «Красный Алтай» 17 мая 1925 г. N 111.
- «Механик И. И. Ползунов». «Красный Алтай» 27 мая 1925 г. N 119.
- «Цены в Барнауле в XVIII столетии». «Кр<асный> Алтай» 4 июня 1925 г. N 125.
- «Первые сахарные заводы в Барнауле». «Красный Алтай». 12 сент. 1925 г. N 209.
- "Заметка архивиста по поводу повести А. Караваевой «Золотой клюв». «Красный Алтай» 8 апр. 1926 г. N 37.
- «Ив. Аф. Кущевский». «Красный Алтай». 29 мая 1927 г. N 121.
- «Охрана памятников старины в Барнауле». «Красный Алтай» 31 мая 1928 г. N 125.
- «К. Д. Фролов». «Красный Алтай». 2 сент. 1928 г. N 230.
- «Выдающийся оспопрививатель XVIII столетия». «Красный Алтай». 17 марта 1929 г. N 62.
- "Источники повести А. Караваевой «Золотой клюв». «Красный Алтай». 26 июля 1929 г. N 168.
- «Возможность филологических экскурсий в Барнауле». «Красный Алтай». 29 сент. 1929 г. N 224.
- «Выявление архивных материалов о горной промышленности». «Красный Алтай». 19 дек. 1929 г. N 291.
- "Заметка барнаульца о первом томе «Сибирской советской энциклопедии». "Красный Алтай. 28 дек. 1929 г.

### Статьи в «Сибирской советской энциклопедии»
- Геблер Ф. В.
- Демидов А. Н.

### Брошюра Г. Д. Няшина
- «Некоторые моменты истории Барнаула», 1929 г. (24 стр.). 10 февр. 1930 г.

## Семья
В 1901 году, 19 августа, в г. Бийске, будучи судебным следователем 5-го участка Томского окружного суда, Григорий Дмитриевич Няшин вступил в брак с Лидией Дмитриевной Рудневой (01/13.06.1876 — 30.01.1932), являющейся дочерью генерал-майора Дмитрия Дмитриевича Руднева и вписанной в шестую часть дворянской родословной книги Тульской губернии. Лидия Дмитриевна с детства училась музыке, в том числе в Париже, но впоследствии увлеклась медициной и в 1901 г. с отличием окончила Императорский Клинический Повивальный институт. Дружила с Сарой Бернар и с двумя семьями Смидович — с В. В. Вересаевым и П. Г. Смидович. Являясь дипломированным специалистом в области перинатального дела, с 1901 года работала в качестве помощницы врача при Бийской лечебнице. В конце 1908 — начале 1909 гг, в связи с переездом семьи в г. Барнаул, активно занялась общественной деятельностью и помощью детям. В знак признательности за её благотворительность и подвижничество, художник Никулин Андрей Осипович (1875—1945) в 1923 г. написал портрет Лидии Дмитриевны, ныне хранящийся в Алтайском Краевом Музее Изобразительных и Прикладных Искусств.
Дети:
- Лев Григорьевич Няшин (1901—1964). В начале 1920-х годов стоял у истоков создания пионерских отрядов на Алтае, был секретарём Алтайского губбюро «Юных пионеров».[2] После окончания в 1928 г. медицинского факультета Иркутского государственного университета работал врачом в Иркутске, врачом-бактериологом и врачом-эпидемиологом Госсанинспекции послевоенного здравоохранения Горного Алтая, в 1947 г. организовал работу бактериологической лаборатории областной Санэпидемстанции и был её первым заведующим. Состоял в Алтайском научном обществе врачей, куда писал научные статьи — в частности, в 1949 г., о применении рентгеновского аппарата. Дочь Лидия Львовна Гришина (1936—2004) окончила Московский Авиационно-технологический институт, работала зам. генерального конструктора (начальником технологического бюро) в Центральном аэрогидродинамическом институте.
- Наталья Григорьевна Няшина (1903—1994). Работала преподавателем в Томском государственном университете, затем учителем в школах г. Барнаула.
- Елена Григорьевна Няшина (1905—1956). Окончила Барнаульскую женскую гимназию М. Ф. Будкевича, Барнаульскую советскую школу и, по направлению Райкома комсомола, Барнаульскую Опытно-Показательную школу имени III Коминтерна. Летом 1924 года руководила летними пионерскими лагерями в окрестностях Барнаула, а осенью 1924 г. выдержала экзамен в Иркутский государственный университет на факультет права и хозяйства. Во время университетских каникул продолжала вести активную общественную деятельность, работая в Барнаульском Статистическом бюро (1925 г.), Новосибирской Краевой прокуратуре (1927 г.), вела две политшколы повышенного типа при предприятиях г. Иркутска. И хотя по окончании университета ей дали направление в аспирантуру, она предпочла практическую деятельность: с весны 1928 г. была народным следователем сначала в Краевой прокуратуре Новосибирская и Томска, затем в Окружных прокуратурах края. В 1936 г. по семейным обстоятельствам сменила род занятий и стала преподавать историю и общественные науки в общеобразовательных школах, последние годы жизни работала корректором в газете «Алтайская правда». Муж Лукичев Сергей Леонидович (1903—1955) — сын старшего доверенного Русско-Китайского и Русско-Азиатского банка (после 1917 г. — комиссара 2-го отдела Народного банка), члена Русского фотографического общества — работал зам. председателя Крайплана по строительству, дважды — в 1937 и в 1939 гг — подвергся репрессиям (на счету одного из его предков по материнской линии — штейгера Ивана Чупоршнева — только в период 1728—1736 гг было 9 открытий месторождений серебра, меди и свинца и также его именем назван рудник — Чупоршневский/Старовоскресенский — из руд которого впервые на Алтае стали добывать серебро). Имела троих сыновей: сын Феликс Сергеевич Лукичев (1931—1982) — по образованию преподаватель истории, зять Трушко Л. И.; сын Юрий Сергеевич Лукичев (1933—2010) — орденоносец, медалист ВДНХ СССР, окончил Новосибирский институт военных инженеров транспорта, работал главным инженером и начальником отдела в Управлении капитального строительства Госагропрома РСФСР, его жена — инженер-проектировщик Шаховская Галина Минаевна (1937—2013) — имела статус бывшего несовершеннолетнего узника фашизма, а ее отца (родившегося на территории современной Белоруссии в многодетной семье Лазаря Моисеевича и Марии Григорьевны) официально реабилитировали после несправедливого обвинения в 50-х годах 20 в.; сын Николай Сергеевич Лукичев (1943—2003) окончил ЛЭТИ, работал в различных НИИ Ленинграда/Санкт-Петербурга.